# Frank M. van der Laan
Frank M. van der Laan (1955) es un botánico, orquideólogo, y taxónomo neerlandés. Estudió biología y ecología en la Universidad Agrícola de Wageningen, y en ella es curador de sus colecciones botánicas.

## Algunas publicaciones
- f.m. van der Laan, j.c. Arends. 1985. Cytotaxonomy of the apocynaceae. Genetica 68 (1): 3-35

- j.c. Arends, f.m. van der Laan. 1983. Cytotaxonomy of the monopodial orchids of the African and Malagasy regions. Genetica (Dordrecht) 62: 81–94

- ferdinand m. Engels, f.m. van der Laan, henk p. Leenhouts, kenneth h. Chadwick. 1980. The Regeneration Of Epidermal Cells Of Saintpaulia Leaves As A New Plant-Tissue System For Cellular Radiation Biology. Internat. j. of radiation biology and related studies in physics, chemistry, and medicine

- La abreviatura «Laan» se emplea para indicar a Frank M. van der Laan como autoridad en la descripción y clasificación científica de los vegetales.[3]